# Констан, Брайан
Брайан Констант (фр. Bryan Constant; родился 27 марта 1994 года, Фрежюс, Франция) — французский футболист, опорный полузащитник.
Старший брат Брайана, Кевин — также профессиональный футболист, выступающий за сборную Гвинеи.

## Клубная карьера
Констант — воспитанник клуба «Ницца». 10 августа 2013 года в матче против «Лиона» он дебютировал в Лиге 1, заменив во втором тайме Жереми Пье. Всего за основной состав «Ниццы» сыграл в высшем дивизионе Франции 5 неполных матчей, осенью 2013 и весной 2015 года. Большую часть времени, проведённого в клубе, выступал за дубль «Ниццы». В начале 2016 года для получения игровой практики Брайан на правах аренды выступал за «Фрежюс Сент-Рафаэль».
С 2018 года выступает за «Седан» в четвёртом дивизионе.